# Liceu Hubert Clément
El Liceu Hubert Clément (LHCE) és un institut d'Esch-sur-Alzette, al sud-oest de Luxemburg. Es va fundar com una escola de noies el 1955, en paral·lel amb l'escola de nois de la vila, el Liceu de nois d'Esch-sur-Alzette, i es va nomenar Liceu de noies d'Esch-sur-Alzette. D'ençà que l'escola es va convertir en coeducacional el 1970 i va canviar el nom l'any següent, l'equilibri de gènere s'ha erosionat de manera constant, sobretot en matemàtiques, on la majoria dels estudiants són nois. Entre els seus alumnes, destaquen Viviane Reding, Comissària Europea i vicepresidenta de la Comissió Europea; Lydia Mutsch, ministra de Salut, i d'Igualtat d'Oportunitats de Luxemburg i tinent d'alcalde d'Esch-sur-Alzette i Désirée Nosbusch, actriu.